# Línea SC2 (EMT Madrid)
El Servicio Especial codificado como SC2, que a efectos de numeración interna es la línea 870, de la EMT de Madrid cubrió el trazado de la línea 6 de Metro en sentido horario, cerrada por obras las noches de domingos a jueves, desde el 9 de marzo hasta el 30 de mayo de 2025. El sentido contrario lo proporcionó la línea SC1.

## Características
Fue puesta en servicio la noche del 9 al 10 de marzo de 2025, prestando servicio las noches de domingos a jueves, desde las 00:00 hasta fin del servicio. No prestaba servicio viernes ni sábados, días en los que la línea 6 circulaba con normalidad hasta el cierre de las instalaciones de Metro.
La línea cubría el trazado de la línea 6 de Metro en sentido horario, mientras se encontraba cerrada al público, con motivo de los trabajos preliminares para la automatización de la misma. Realizaba parada en el entorno de todas las estaciones, excepto Arganzuela-Planetario. Sus cabeceras de regulación se encontraban situadas en Cuatro Caminos y Legazpi.
Paradójicamente, las líneas C2 y NC2 realizaban un recorrido similar pero en el sentido contrario al de las agujas del reloj.
Fue gratuita para los usuarios, al tratarse de un servicio consensuado entre ambos operadores de transporte.

## Horarios
| Noches de domingos a jueves |                          |                          |                          |                          |                          |
| Cuatro Caminos > Legazpi    | Cuatro Caminos > Legazpi | Cuatro Caminos > Legazpi | Legazpi > Cuatro Caminos | Legazpi > Cuatro Caminos | Legazpi > Cuatro Caminos |
| 00                          | 01                       | 02                       | 00                       | 01                       | 02                       |
| 00 10 20 30 40 50           | 00 10 20 30 40 50        | 00 10 20                 | 00 10 20 30 40 50        | 00 10 20 30 40 50        | 00 10                    |

## Recorrido y paradas
| Estación sustituida  | Código | Denominación de parada                 | Ubicación                                                | Conexiones con Metro y Cercanías |
| -------------------- | ------ | -------------------------------------- | -------------------------------------------------------- | -------------------------------- |
| Cuatro Caminos       | 1890   | Cuatro Caminos                         | Raimundo Fernández Villaverde, 2                         | Cuatro Caminos                   |
| Nuevos Ministerios   | 2696   | Nuevos Ministerios                     | Raimundo Fernández Villaverde con Pº Castellana          | Nuevos Ministerios               |
| República Argentina  | 4678   | República Argentina                    | Joaquín Costa, 22                                        |                                  |
| Avenida de América   | 789    | Avenida de América                     | Francisco Silvela, 83                                    | Avenida de América               |
| Diego de León        | 786    | Diego de León                          | Francisco Silvela, 53                                    | Diego de León                    |
| Manuel Becerra       | 1427   | Manuel Becerra                         | Pza. de Manuel Becerra, 18                               | Manuel Becerra                   |
| O'Donnell            | 150    | O'Donnell                              | Doctor Esquerdo, 40 (frente Nº 51 con C/ Duque de Sesto) |                                  |
| Sainz de Baranda     | 4712   | Metro Sainz de Baranda                 | Doctor Esquerdo frente al Nº 97 con C/ A.Sainz Baranda   | Sainz de Baranda                 |
| Conde de Casal       | 1433   | Metro Conde de Casal                   | Doctor Esquerdo, 128                                     |                                  |
| Pacífico             | 1437   | Pacífico                               | Doctor Esquerdo, 180                                     | Pacífico                         |
| Méndez Álvaro        | 3719   | Estación de Méndez Álvaro-Estación Sur | Pedro Bosch con C/ Méndez Alvaro                         | Méndez Álvaro                    |
| Legazpi              | 5128   | Legazpi                                | Pza. de Legazpi, 3                                       | Legazpi                          |
| Usera                | 2424   | Marcelo Usera-Ferroviarios             | Marcelo Usera, 74                                        |                                  |
| Plaza Elíptica       | 2430   | Plaza Elíptica                         | Marcelo Usera con Pza. Elíptica                          | Plaza Elíptica                   |
| Opañel               | 4587   | Opañel                                 | La Vía frente al Nº 2 (con C/ Portalegre)                |                                  |
| Oporto               | 5600   | Oporto                                 | C/ Gral. Ricardos con Gta. Valle de Oro                  | Oporto                           |
| Carpetana            | 2553   | Metro Carpetana                        | Av. Nuestra Señora de Valvanera, 118                     |                                  |
| Laguna               | 2262   | Laguna                                 | Alhambra frente a la C/ Cuart de Poblet                  | Laguna                           |
| Lucero               | 2258   | Lucero                                 | Higueras, 49                                             |                                  |
| Alto de Extremadura  | 880    | Alto de Extremadura                    | Pº de Extremadura, 147 (Alto Extremadura)                |                                  |
| Puerta del Ángel     | 874    | Puerta del Ángel                       | Puerta del Angel (Pº de Extremadura, 31)                 |                                  |
| Príncipe Pío         | 604    | Príncipe Pío                           | Cuesta de San Vicente frente Nº 44 con Gta. San Vicente  | Príncipe Pío                     |
| Argüelles            | 736    | Argüelles                              | Princesa frente al Nº 47, con C/ Alberto Aguilera.       | Argüelles                        |
| Moncloa              | 4816   | Moncloa                                | Pza. Moncloa con C/ Fdo. Católico (Antes de Arcos)       | Moncloa                          |
| Ciudad Universitaria | 1687   | Metro Ciudad Universitaria             | Av. Complutense S/N (Facultad Medicina)                  |                                  |
| Vicente Aleixandre   | 5316   | Vicente Aleixandre                     | Av. Gregorio del Amo con Pº de Juan XXIII                |                                  |
| Guzmán el Bueno      | 1415   | Ibáñez Ibero                           | Reina Victoria, 41                                       | Guzmán el Bueno                  |
| Cuatro Caminos       | 1890   | Cuatro Caminos                         | Raimundo Fernández Villaverde, 2                         | Cuatro Caminos                   |